# آيت بنموسى (سرغينة)
آيت بنموسى هي إحدى مشيخات المملكة المغربية، تتبع جغرافيا لإقليم بولمان وإداريًا لسرغينة. يقدر عدد سكانها بـ 767 نسمة حسب الإحصاء الرسمي للسكان والسكنى لسنة 2004.